# Кутрис, Леонардо
Леандро Кутрис (греч. Λεονάρντο Κούτρης; 23 июля 1995, Рибейран-Прету, Бразилия) — греческий футболист бразильского происхождения, защитник клуба «Погонь» (Щецин). Выступал за сборную Греции.
Кутрис родился в Бразилии в семье бразильца и гречанки, когда он был ещё маленький, родители переехали в Грецию.

## Клубная карьера
Кутрис — воспитанник клубов «Ники Родос» и «Эрготелис». В 2013 году он дебютировал в составе последнего во Втором дивизионе Греции. По итогам сезона клуб вышел в элиту. 1 декабря в матче против «Олимпиакоса» он дебютировал в греческой Суперлиге. В начале 2016 года контракт Леандро истек и он на правах свободного агента присоединился к ПАС Янина. 17 апреля в матче против «Ксанти» он дебютировал за новую команду. Летом 2017 года Кутрис перешёл в «Олимпиакос». 9 сентября в матче против «Ксанти» он дебютировал за новую команду. 18 ноября в поединке против «Левадиакоса» Леандро забил свой первый гол за «Олимпиакос».

## Международная карьера
15 ноября 2018 года в матче Лиги Наций против сборной Финляндии Кутрис дебютировал за сборную Греции.